# アバター

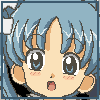
電子掲示板などでユーザーを表すために用いられるアバターの例。飾り線に囲まれ、100x100px のサイズにされたもの

アバター、アヴァター (avatar) は、コンピュータネットワーク上において、主にコミュニケーションのためにユーザーの「分身」として用いられるキャラクター像のこと。アバターはWeb上のコミュニティで積極的に用いられている。

## 概要
アバターは、利用者であるユーザーに模した姿にされることがある一方、現実の自分と違う性別にしたり、カスタマイズした姿に合わせて性格を変えるなどして別の人間に「なりきる」など、ある種の遊びとしても機能する。無論、このような遊びやコミュニケーションの形はアバター出現以前から存在していたが、より視覚に訴えかけるアバターが出現したことで容易になった。
基本的には感情などを直感的に相手に伝えるのに適しているが（アイコンという形でアバターの表情を変えられるサービスがついている）、従来の文字によるコミュニケーション（顔文字など）を強化する意味合いを持っている。
アバターを好んで使うのはライトユーザ層や初心者、それから10代の子どもを中心に好まれていたが、近年はリモートワークの普及により一般社会でも浸透している。
アバターを作成すること自体は無料でできる場合が多い。モバゲータウンや類似サービスであるハンゲームなど、多くのゲームにおいて、ネットワークゲームを基本的に無料で提供し、他の参加者とのコミュニケーションツールとしてアバターを利用してもらい、自身を表すアバターのカスタマイズアイテムを有料化（アイテム課金）するという収入体系を採っている。

## 語源
サンスクリット語のアヴァターラ（avataara अवतार）は、インド神話や仏教説話の文脈で「（神や仏の）化身」の意味。「アバター」は、その（もしくはヒンディー語形アヴタールを英語表記したavatarの）西洋風の読み方で、概念が似ていることからネットワーク用語として転用された。
仮想空間でのキャラクターとしての用法は、ニール・スティーヴンスンが1992年に発表した『スノウ・クラッシュ』に登場する仮想空間サービス「メタバース」内でユーザーの分身となるキャラクター像を「アバター」として呼称した例がある。
なおネットワーク以前には、コンピュータRPG『ウルティマ』シリーズにおいてプレイヤーが操作するキャラクターを「アバタール」と称した用例がある。ただこれはavatarの別の意味である「具現者」という用例で使用されており（Avatarの言葉が本格的に使われるようになったUltima IV: Quest of the Avatar以降は、プレイヤーがゲームの舞台であるブリタニアに「召喚」されたという形になっているため、この項目の意とは異なる）、日本語版でも「徳の具現者」などと翻訳された。

## 歴史
世界で初めてアバターを使用したサービスは、1985年にルーカスフィルムのチップ・モーニングスターとランダル・ファーマーによって開始されたビジュアルチャット「ルーカスフィルムズ・ハビタット (Lucasfilm's Habitat) 」である。
日本では「ルーカスフィルムズ・ハビタット」の日本語版として、1990年2月10日に富士通が大手パソコン通信のNIFTY-SERVE（現@nifty）で開始したビジュアルチャット「富士通Habitat」（のちの「J-チャット」）が最初である。インターネット黎明期には、WCJ（疑似3Dチャット）とそのエンジンを利用したサービスなどが存在した。当初は「e-Japan戦略」で掲げられた電子政府・電子自治体の機能を、アバターを用いた仮想空間で実現することが構想されていた。

## 使用状況
アバターは、チャットの際にユーザの代わりに表示されるなど、その企業が提供しているサービスに、幅広く用いられることが多い。例えば、
- ウェブメールの画面中に表示される。
- インスタントメッセンジャーの画面に表示される。
- 電子掲示板に表示される。
- ネットゲームや、モバゲータウン等のSNSにおいて、参加者を表すキャラクターとして表示される。

など、様々なサービスに用いられ、これ単体のみでサービス提供することは少ない。
また、これとは違うものとして、Appleが2010年2月9日に「オンラインストアでの訪問者の活動を表示する手法、システム、媒体」の特許を取得した。Appleの説明によれば、オンラインストア上でアバターを表示させ、他の客との交流を楽しめるようにすることなどが提案された。これは、オンラインストアをアバターの視覚効果を利用してより現実に近付ける方法と言える。

### モーションキャプチャー
アバターのもう一つの利用形態は、ビデオチャット／通話である。Skypeなどの一部のサービスでは（外部プラグインを介して）、ユーザーのウェブカメラ画像をアニメーション化された会話アバターに置き換えることで、ビデオ通話中に会話アバターを使用することができる。顔のモーションキャプチャとウェブカメラを使用することで、アバターはユーザーの顔の動きや表情を模倣するようにカスタマイズできる。これは、Star Citizenのようなゲームに直接統合したり、FaceRigのようなスタンドアローンのソフトウェアを通じて統合することができる。

### オンラインアシスタント
アバターは、実際の人間ではなく、人工知能によって多かれ少なかれ制御される、具現化されたエージェントの仮想的な具現化として使用することができる。自動化されたオンラインアシスタントは、この方法で使用されるアバターの例である。

### その他
2023年8月、アバターの作成に人工知能が使われたプロゴルファーのチェ・ケンジュ、機械学習と音声合成技術を組み合わせたSKテレコムオープンの人工知能によって作られたテレビ局のアナウンサーであると紹介した。
Samsung製スマートフォン・Galaxyに搭載されたサムスンAR絵文字は、ユーザーが自分自身のアニメーションアバターを作成できる。

### 大衆文化
漫画や物語では、キャラクターがその作者をベースにしていることがあり、架空のバージョン（例：『ザ・シンプソンズ』のいくつかのエピソードに登場するマット・グルーニングのキャラクター）か、完全に架空のキャラクター（例：『ハリー・ポッター』シリーズのハーマイオニー・グレンジャーは、J.K.ローリングが語っているように、彼女自身をベースにしている）のどちらかである。このようなキャラクターは「作者アバター」あるいは「作者サロゲート」と呼ばれることもある。